# بيتي روس كلارك
بيتي روس كلارك (بالإنجليزية: Betty Ross Clarke)‏ هي ممثلة أمريكية، ولدت في 19 أبريل 1896 في الولايات المتحدة، وتوفيت في 31 يناير 1947 بلوس أنجلوس في الولايات المتحدة.

## وصلات خارجية
- بيتي روس كلارك على موقع IMDb (الإنجليزية)
- بيتي روس كلارك على موقع قاعدة بيانات الفيلم (الإنجليزية)